# Mecklenburg-Stargard
Das Herzogtum Mecklenburg-Stargard entstand nach dem Tod von Heinrich II., Herzog zu Mecklenburg. Am 25. November 1352 verabredeten seine beiden Söhne, die Herzöge Albrecht II. (der Große) und Johann I. per Hausvertrag eine Realteilung des väterlichen Erbes. Das brachte die beiden Herzogtümer Mecklenburg-Schwerin und Mecklenburg-Stargard hervor, bezeichnet nach allgemeiner Üblichkeit mit dem Namen des dynastischen Hauptbesitzes (Mecklenburg), dem man den Namen der jeweiligen Hauptresidenz (Schwerin, Stargard) beifügte.
Eine reichs- oder lehnsrechtliche Anerkennung dieser Herrschaftsteilung erfolgte nicht. Folgerichtig titelten beide Regenten der so entstandenen Teilherrschaften gleichermaßen als "hertoge thu Meklenborch, thu Stargarde vnd thu Rozstok here". Diese Titulatur blieb bis 1918 im Gesamttitel der mecklenburgischen Monarchie in der Formulierung "(Groß-) Herzog zu Mecklenburg, [...] der Lande Rostock und Stargard Herr" erhalten.

## Territorium
Der Hauptteil des Herzogtums Mecklenburg-Stargard umfasste die Herrschaft Stargard im heutigen Bundesland Mecklenburg-Vorpommern, ein Gebiet im Grenzbereich zwischen Brandenburg, Pommern und Mecklenburg. Benannt wurde die Herrschaft nach der mittelalterlichen Burg in (Burg) Stargard. Kleinere Gebietsteile waren Sternberg und die Eldenburg (Lübz) mit dem historischen Lande Ture.
Anders als spätere Gebietsstände im alten Mecklenburg betrachtet die Landesgeschichtsschreibung das Herzogtum Mecklenburg-Stargard als eigenständig. Seine Regenten werden traditionell in eigener dynastischer Zählung angegeben.

## Geschichte
Die Herrschaft Stargard war 1299 als Wittum an Mecklenburg gelangt. Heinrich II. konnte die Herrschaft im Markgrafenkrieg gegen die Markgrafschaft Brandenburg behaupten. Nach seinem Tod 1329 und der Vormundschaft bis 1336 regierten seine Söhne anfangs gemeinsam. Am 25. November 1352 einigten sich die Brüder auf eine Herrschaftsteilung. Johann I. bekam "dat land tho stargarde mit al deme, dat darto horte" zugesprochen. Bereits unter seinen Söhnen Johann II. und Ulrich I. wurde das Land im Jahr 1408 abermals geteilt. Johann bekam Sternberg, Friedland, Fürstenberg und Lychen und Ulrich bekam Neubrandenburg, (Burg) Stargard, Strelitz und Wesenberg (mit der Lize). Unter Heinrich, dem Sohn Ulrichs I., wurde das Herzogtum nochmals geeint, bevor es nach dem Tod seines kinderlosen Sohnes Ulrich II. 1471 mit Mecklenburg-Schwerin wiedervereint wurde.
Die Herrschaft Stargard wurde im Zuge der Dritten mecklenburgischen Hauptlandesteilung 1701 Kernland des neu gebildeten (Teil-)Herzogtums Mecklenburg-Strelitz.

### Regenten
- Johann I., Herr zu Mecklenburg, 1348 Herzog zu Mecklenburg-Stargard (1329–1392) [Sohn Heinrich II.]
- Johann II., Herzog zu Mecklenburg-Stargard[-Sternberg] (1392–1417) [Sohn Johann I.]
- Ulrich I., Herzog zu Mecklenburg-Stargard[-Neubrandenburg] (1392–1417) [Sohn Johann I.]
- Albrecht I., Herzog zu Mecklenburg-Stargard, † 1397 [Sohn Johann I.]
- Johann III., Herzog zu Mecklenburg-Stargard[-Sternberg] (1416–1438) [Sohn Johann II.]
- Albrecht II., Herzog zu Mecklenburg-Stargard[-Neubrandenburg] (1417–1423) [Sohn Ulrich I.]
- Heinrich, der Hagere, Herzog zu Mecklenburg-Stargard (1417–1466) [Sohn Ulrich I.]
- Ulrich II., Herzog zu Mecklenburg-Stargard (1466–1471) [Sohn Heinrichs]